# Kenny Lala
Kenny Lala (Villepinte, 3 de octubre de 1991) es un futbolista francés que juega de defensa en el Stade Brestois 29 de la Ligue 1.

## Trayectoria
Comenzó su carrera deportiva en el Paris Football Club, del Championnat National, en 2010, debutando frente al Luzenac AP el 6 de agosto de 2010.
En 2011 se marchó al Valenciennes de la Ligue 1, debutando en la primera francesa el 6 de noviembre de 2011 frente al Stade Rennais. En el Valenciennes juega durante cuatro temporadas, tres de ellas en la Ligue 1, disputando 61 partidos y marcando 1 gol entre todas las competiciones.
En 2015 fichó por el Racing Club de Lens, de la Ligue 2, convirtiéndose en el dueño absoluto de banda derecha en los dos años que jugó en el equipo del norte de Francia.
En 2017 regresó a la Ligue 1 de mano del RC Estrasburgo, haciéndose con el puesto de titular desde el principio y siendo una de las grandes revelaciones de la liga francesa, llamando a las puertas de la selección francesa, y recibiendo ofrecimientos por parte de clubes de toda Europa.
Con el Estrasburgo logró la Copa de la Liga de Francia 2018-19, pudiendo disputar la fase previa de la Liga Europa de la UEFA 2019-20, donde cayeron eliminados, a un paso de la fase de grupos, frente al Eintracht Fráncfort.

## Clubes
| Club               | País    | Año       |
| ------------------ | ------- | --------- |
| Valenciennes F. C. | Francia | 2011-2014 |
| R. C. Lens         | Francia | 2015-2017 |
| R. C. Estrasburgo  | Francia | 2017-2021 |
| Olympiakos         | Grecia  | 2021-2022 |
| Stade Brestois 29  | Francia | 2023-     |

## Palmarés

### Títulos nacionales
| Título                     | Club              | País    | Año  |
| -------------------------- | ----------------- | ------- | ---- |
| Copa de la Liga de Francia | R. C. Estrasburgo | Francia | 2019 |
| Superliga de Grecia        | Olympiacos F. C.  | Grecia  | 2021 |
| Superliga de Grecia        | Olympiacos F. C.  | Grecia  | 2022 |